# Anisozyga veniplaga
Anisozyga veniplaga là một loài bướm đêm trong họ Geometridae.